# Bara Lacha
Bara Lacha és un pas de muntanya a l'estat d'Himachal Pradesh a l'Índia.
Porta en direcció al Ladakh. Està situat a una altura de més de 5000 metres però és fàcilment accessible. A l'hivern les nevades el tanquen però a l'estiu roman obert. Per cada costat del pas corren els rius Chandra i Bhaga.